# Ryszard Markwart

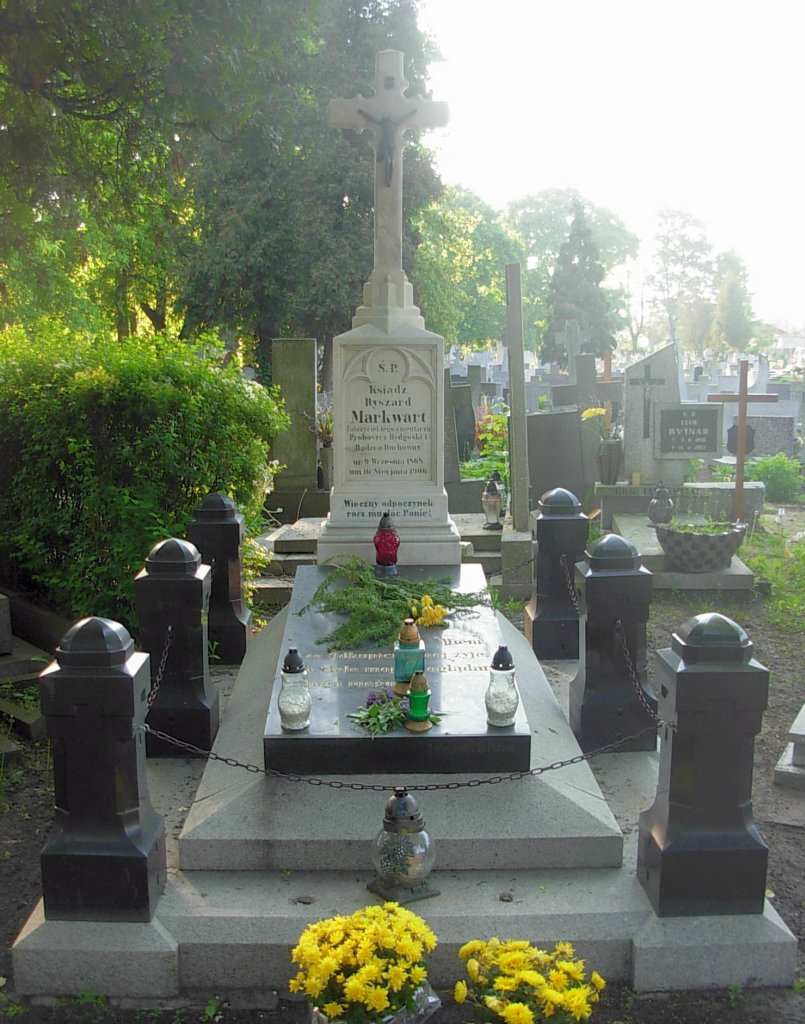
Grób ks. Markwarta na cmentarzu Nowofarnym, który sam założył

Ryszard Markwart (Marquart) (ur. 1868 r. w Ostródzie, zm. 1906 r. w Świnoujściu) – ksiądz, kapelan wojskowy w Magdeburgu i Berlinie, proboszcz w parafii farnej w Bydgoszczy (1899–1906), polski działacz narodowy.

## Życiorys
Urodził się 9 września 1868 r. w Ostródzie, w rodzinie polsko-niemieckiej. Jego ojcem był Niemiec wyznania ewangelickiego, lekarz weterynarii, a matką Norberta, Polka wyznania rzymskokatolickiego. Pod wpływem matki ukształtowało się jego przywiązanie do polskości i religii katolickiej.
Po ukończeniu gimnazjum uczęszczał na wykłady w uniwersytetach w Gryfii, Würzburgu i Monasterze. Kształcił się w seminariach duchownych w Poznaniu i Gnieźnie, po czym przyjął święcenia kapłańskie w Gnieźnie.
Początkowo był mansjonarzem w Środzie Wlkp. (1892–1894), potem wikariuszem przy katedrze gnieźnieńskiej. W latach 1894–1899 pracował w jako duszpasterz w wojsku niemieckim. Był proboszczem kościoła garnizonowego w Magdeburgu, potem kapelanem wojskowym 7 dywizji w Berlinie. Na co dzień przejawiał sympatię dla polskich działań narodowych, m.in. czynnie uczestnicząc w zgromadzeniach organizacji polskich w Berlinie. Jednocześnie zachowywał takt wobec katolików niemieckich, zyskując sobie także ich sympatię.

### Działalność w Bydgoszczy
Po śmierci ks. Józefa Choraszewskiego, proboszcza kościoła farnego w Bydgoszczy, ks. arcybiskup gnieźnieński Florian Stablewski poparł jego kandydaturę na stanowisko proboszcza tego kościoła. Wobec braku sprzeciwu władz niemieckich, z dniem 15 listopada 1899 r. zatwierdzono go na tym stanowisku. Jako proboszcz bydgoski uczył religii w bydgoskim gimnazjum królewskim i gimnazjum realnym oraz opiekował się istniejącymi przy farze stowarzyszeniami religijnymi i charytatywnymi. Szczególną opieką otaczał reaktywowane w 1892 r. Towarzystwo Robotników Polsko-Katolickich, które krzewiło patriotyzm i kulturę polską. W czasie gdy patronem Towarzystwa był ks. Markwart, organizacja ta przystąpiła do Związku Towarzystw Robotniczych w Poznaniu (1904).
Wobec trudności w zapewnieniu opieki duszpasterskiej w rozległej i ludnej parafii bydgoskiej, aktywnie zabiegał o zbudowanie w Bydgoszczy kościoła Św. Trójcy. W 1906 r. założył także cmentarz Nowofarny przy ulicy Artyleryjskiej, gdyż cmentarz Starofarny nie mógł już spełniać swego zadania, z uwagi na zapełnienie. W 1904 r. arcybiskup gnieźnieński obdarzył go godnością honorowego radcy duchownego.
Pracę duszpasterską łączył z czynną działalnością narodową wśród polskich bydgoszczan. W 1905 r. wybrano go członkiem Zarządu Towarzystwa Pomocy Naukowej im K. Marcinkowskiego w Bydgoszczy oraz organizacji „Straż”, przeciwstawiającej się polityce germanizacyjnej władz niemieckich. Jego aktywna działalność narodowa budziła sprzeciw nacjonalistów niemieckich. Donosili oni władzom regencyjnym, niezgodnie z prawdą, że ks. Markwart pragnie nauczać religii w języku polskim. Katolicy narodowości niemieckiej domagając się odrębnej parafii, czemu sprzeciwiał się ks. Markwart, żądali jego przesiedlenia z Bydgoszczy (1904). Do usunięcia go z probostwa kościoła farnego jednak nie doszło, a dalsze starania Niemców o jego przesiedlenie przekreśliła jego nagła śmierć.
Zmarł 16 sierpnia 1906 r. w Świnoujściu, podczas kąpieli w Morzu Bałtyckim. Pochowano go na cmentarzu Nowofarnym, przy udziale tłumu polskich bydgoszczan.
Po 1920 r. jego imieniem nazwano jedną z ulic w Śródmieściu Bydgoszczy.